# Katzow
Katzow er en by og kommune i det nordøstlige Tyskland, beliggende i Amt Lubmin i den nordvestlige del af Landkreis Vorpommern-Greifswald. Landkreis Vorpommern-Greifswald ligger i delstaten Mecklenburg-Vorpommern.

## Geografi
Katzow er beliggende mellem Greifswald og Wolgast nord for Bundesstraße B 109. Cirka seks kilometer øst for kommunen ligger byen Wolgast og ni kilometer mod nord ligger amtets administrationsby Lubmin. Ved Jägerhof går B 111. Den sydlige del af kommunen omkring Jägerhof er skovbevokset, mens den nordlige del er præget af landbrug.
Ud over Katzow ligger i kommunen landsbyerne Kühlenhagen, Jägerhof og Netzeband.
Fra 1897 til 1945 havde landsbyen jernbaneforbindelse til linjen Greifswald-Wolgast.

## Eksterne kilder og henvisninger
- Wikimedia Commons har flere filer relateret til Katzow
- Byens side på amtets websted
- Befolkningsstatistik mm (Webside ikke længere tilgængelig)